# Leukotrien C4
Leukotrien C4 je leukotrien.

## Literatura
- Lipkowitz, Myron A. and Navarra, TovaThe Encyclopedia of Allergies (2nd изд.). 2001. стр. 167,. ISBN 0-8160-4404-X. Facts on File, New York.
- Samuelsson, Bengt (ed.)  Advances in prostaglandin and leukotriene research: basic science and new clinical applications: 11th International Conference on Advances in Prostaglandin and Leukotriene Research: Basic Science and New Clinical Applications, Florence, Italy, June 4–8, 2000. 2001. ISBN 1-4020-0146-0.. Kluwer Academic Publishers, Dordrecht,
- Bailey, J. Martyn (1985) Prostaglandins, leukotrienes, and lipoxins: biochemistry, mechanism of action, and clinical applications. Plenum Press. 1985. ISBN 0-306-41980-7.. New York,